# Uffholtz
Uffholtz település Franciaországban, Haut-Rhin megyében. Lakosainak száma 1631 fő (2022. január 1.). Uffholtz Wattwiller, Willer-sur-Thur, Bitschwiller-lès-Thann, Steinbach, Cernay, Wittelsheim, Staffelfelden és Berrwiller községekkel határos.

## Népesség
A település népessége az elmúlt években az alábbi módon változott:
| Lakosok száma | 1620 | 1701 | 1809 | 1795 | 1747 | 1698 | 1650 | 1649 | 1631 |
|               | 2013 | 2015 | 2016 | 2017 | 2018 | 2019 | 2020 | 2021 | 2022 |